# پیرخیل
پیرخیل (به انگلیسی: Pirkhel) یک منطقهٔ مسکونی در پاکستان است که در خیبر پختونخوا واقع شده‌است.